# جوزيف غانيه
جوزيف غانيّه هو معلم موسيقى كندي، ولد في 5 أبريل 1854 في Capitale-Nationale ‏ في كندا، وتوفي في 9 أبريل 1919 في مونتريال في كندا.

## وصلات خارجية
- جوزيف غانيه على موقع ميوزك برينز (الإنجليزية)